# جيمس ويليام توبين
جيمس ويليام توبين هو سياسي كندي، ولد في 1808، وتوفي في 24 يوليو 1881.